# Middot
Las Middot (en hebreo מידות) son literalmente "medidas", de ahí los principios de la disciplina ética judía.
Según la expresión del texto de Eclesiastés del Tanaj, todo es vanidad, excepto el alma pura que... Aunque Dios creó al ser humano al permitirle regocijarse en las cosas buenas de su Creación, en el texto mencionado el Rey Salomón indica cómo el bien espiritual y la paz son ciertamente superiores: en comparación con el alma pura y sus características principales, cualquier otra cosa es, por así decirlo, ligera si no meramente efímera; por otro lado, las cosas del mundo pueden apreciarse verdaderamente solo con esta premisa, es decir, con la fe, el bien y la paz que siguen con la elección inteligente, obviamente siempre reconociendo la bondad de la misma.

Y, si todos los textos de sabiduría finalmente llevarán a una persona a lo ya conocido Jojmá, después de mucho esfuerzo por muchos años, este Jojmá será verdaderamente el único hacia la perfección final, es decir, la comprensión de Dios, y esto continuamente con siempre menos esfuerzo en poco tiempo. Y tan perfectamente constituida, tal persona está lista y preparada, como explicamos con referencia a las herramientas del bien de las Middot, que son la premisa fundamental de esta sabiduría excelente, santa, pura y redentora (Jojmá)
Abulafia

## Origen espiritual de las Middot
Los rabinos de la tradición judía de todos los tiempos, desde la antigüedad, han enseñado las Middot precisamente comenzando con el Pentateuco en el que se indica el amor y el miedo, además de la alegría y la exultación por Dios precisamente; obviamente, todas las virtudes son también Middot y el estudio de la Torá, como bálsamo principal para el alma, constituye su fuente y recurso continuo.
Las Middot están realmente arraigadas en cada judío, sin embargo, hay elevaciones en los niveles espirituales incluso para la misma persona en el curso de su existencia; en consecuencia, existen diferentes temperamentos: como prueba de esto, las bendiciones impartidas por Jacob a sus hijos o por Moisés para las doce tribus de Israel.
Bueno... hay personajes opuestos al bien, a la bondad y a la justicia: también en este caso, muchos Rabbanim se han expresado exhaustivamente; Benoní es, por ejemplo, un individuo intermedio.
En el Tanaj se indican algunas características, además del Pentateuco: un profeta como Moisés a quien todo el pueblo d'Israel debe escuchar y que es "con un espíritu de inteligencia y consejo, etc":

"Y si le das a tu sirviente un hijo". ¿Qué quiso decir con 'un hijo'? Rav dijo: "Un hombre entre hombres". Shmuel dijo: "Un hijo que ungerá a dos hombres, Saúl y David". R.Yohannan dijo: "Un hijo que igualará a dos hombres: Moisés y Aarón... como él dice: "Moisés y Aarón entre sus sacerdotes y Samuel, entre los que Lo (Dios) llaman" (Salmo 99:6) Los Rabbanim dicen: "'Un hijo' indica un hijo que será elegido entre los hombres". Cuando R.Dimi llegó a Eretz Israel explicó lo que significaba: "No demasiado alto ni demasiado bajo, ni demasiado flaco ni demasiado graso, ni demasiado rojo ni demasiado pálido, que no debería ser excesivamente sabio moralista y que no debería ser un tonto imprudente"
Mishna

## Pragmatismo religioso judío
Al definir la natura del individuo, la disciplina ética judía sigue los caminos de la conducta interior y también la educación por ejemplo durante cada día, además de los numerosos preceptos que marcan la vida religiosa judía y la misma espiritualidad donde cada judío se eleva de un nivel al siguiente a lo largo de su vida. Desde la intención hasta la acción, cada judío evalúa cuidadosamente en qué es bueno estar involucrado y cómo lograrlo... y de qué debe distanciarse y debe evitar absolutamente para no caer en el error: en casi todo momento, entre la libertad alcanzada y el límite reconocido, en el judaísmo todos saben que esta base precede continuamente a cada Mitzvah, cada gesto, incluso cada pensamiento y los cinco sentidos.
Obviamente, la ética judía tuvo que establecer límites y reglas, incluso en la modernidad de hoy, con lo que se define más adecuadamente Ética judía, por ejemplo en el campo de la medicina, con respecto al comportamiento en el cuidado de los animales en general, aunque ya esté arraigado en el judaísmo, dentro de la ley de los Estados y las Monarquías de los gobiernos en todas las naciones del mundo, en las relaciones sociales con los no-judíos y en relación con otras religiones, por muy diferentes que sean, incluso con respecto a las innovaciones tecnológicas y sociales, moral y legal.
Todavía hay un aspecto muy importante: el Jasidismo. Con la Jasidut ha sido posible hacer que el sistema ético judío tradicional, ahora muy antiguo y muy amplio, sea el puente entre la sabiduría judía mística y esotérica de la Cabalá y toda la exégesis de la Torá: por esta razón, alcanzando la raíz de la ética, estos también se han vuelto más comprensibles para casi todos los seres humanos.
Las Middot también sancionan, articulan y marcan cada 'cita diaria', como las horas necesarias para dormir, una dieta kosher equilibrada, el respeto a los compromisos laborales, la salud, cada actividad beneficiosa, por lo tanto sobre todo a la luz de lo que se enseña en Pirkei Avot.

## El bien por natura
Por lo tanto, las Middot pueden definirse como una ley del Sentido común, por así decirlo, es decir cualquier actitud positiva dirigida naturalmente al bien ético y moral, así como al Bien común.
La posibilidad de afirmar con certeza que el pacto entre Dios y los judíos los coloca en una condición, por lo tanto, necesaria e inextricablemente fundada en el bien ético individual y colectivo, radica precisamente en el testimonio de la verdad de la Torá: la Torá, Israel y Dios son como una cosa en unidad; la modalidad inherente espiritual y ética de cada judío, por lo tanto, está dirigida precisamente al bien de manera casi espontánea y sin alternativas, que de hecho serían sombras de iniquidad o mediocridad: la ética espiritual judía establece que el judío siempre debe hacer que el mérito prevalezca en su propio condición existencial para permitir que incluso el mundo continúe existiendo: este principio de salvación extra-cósmica es el mismo que el Tikún Olam permitiendo así comprender aún más que la misión religiosa judía consiste precisamente en adherirse al dicho: considéralo como si todo el mundo fuera creado solo para ti.

## Pniut
Con el término Pniut (en hebreo פניות), en la Cabalá, es costumbre definir la totalidad de cada persona con conciencia de sí misma, de su propia experiencia, incluso cognitiva de la Torá, y de ser creado por Dios: Abulafia lo discute con referencia al enfoque meditativo con la sabiduría del Nombre de Dios y, por lo tanto, del vínculo de la fe con lo trascendental. En la religión judía, cada individuo es tal solo cuando es realmente consciente y activo como un devoto en la fe y en el conocimiento de Dios. Más allá del principio según el cual la fe es el primer fundamento, como ya en los Salmos: Soy firme en mi fe, en los Diez mandamientos y en las enseñanzas del Talmud según las cuales cada judío parece estar basado solo en la fe, Pniut significa la conservación del 'yo' de una manera activa y positiva.
Hoy en día, es decir, en el conocimiento científico moderno, 'Pniut' se definiría Interioridad y Introspección.

## Control e inhibición
La predisposición interna a la ética, luego la premisa de la realización de los votos ya ampliamente discutidos en el Talmud babilónico, coloca al individuo en una condición de control continuo con respecto a cada inclinación, tratando de evitar instintos inmediatos con la preservación de la tendencia al bien para obtenerlo completamente. En particular en la parte de la Shemá, recitado con precisión al menos dos veces al día, con la advertencia de que afirma no seguir los errores atraídos, por ejemplo, por los ojos donde podrían ser tentados, esta forma de "autoconservación ética-moral preventiva" se resume en la religión judía con la vigilancia: ya se menciona en el Pirkei Avot como una virtud; solo después de un ejercicio auto-inhibidor adecuado, el individuo logrará vencer cualquier forma de tentación y adaptarse al bien en su totalidad. Es cierto, sin embargo, que tal abnegación podría conducir a la fórmula de votos, no siempre elogiados en las discusiones rabínicas tradicionales... de hecho, incluso casi se los culpa y luego ya no se usan ni son hoy en los hábitos religiosos judío, incluso los más rigurosos.

### Alcohol o 'caos'?
Con el festival religioso judío de Purim, se acostumbra beber un poco de alcohol... casi para confundir a Mardoqueo con Hamán; este es precisamente el punto: ¿hasta qué punto, si alguna vez, está permitido emborracharse?
En general, el acto de emborracharse se culpa en toda la Torá: desde los Salmos hasta el mismo Pentateuco, esto corresponde a confusión y falta de claridad, incluso en la visión extra-perceptiva; también en el Zohar hay un episodio en el que algunos rabbanim amonestaron a otros no-judíos de buena gana, además de las innumerables discusiones sobre incluso el alcoholismo más excesivo hoy.
Sin embargo, en el Talmud, el festival de Purim también se discute en la Mishnah, se dedica un amplio espacio a esta argumentación hasta el punto de citar casos de comercio de vinos y bebidas espirituosas, como en el mismo Pentateuco.

### La droga letal
Con referencia a algunos tipos de tratamiento médico, la Torá admite que a menudo es difícil evaluar la dosis del elemento beneficioso utilizado: en particular, se menciona el ejemplo de las drogas. Entre los Rabbanim, Maimónides también considera las drogas en algunas discusiones, concluyendo con la evidencia de su natura dañina y letal.
Hoy, incluso las autoridades religiosas se han expresado a este respecto de varias maneras, por lo tanto, considerando todos los casos.
Como se ha comprobado durante mucho tiempo, las drogas son en realidad un flagelo social tanto porque causan apatía psicofísica para quienes las usan, como para las instituciones de las Naciones son una causa de guerras, asesinatos y muchos actos inmorales y fuera del derecho internacional. Hoy, en la modernidad, con una mayor conciencia cívica e innovaciones en la comunicación positiva y educativa, se han librado muchas 'batallas sociales' contra el daño de las drogas: desde los políticos hasta la 'clase de varios médicos', las escuelas y las familias, lo están haciendo mucho para erradicar un mal que no es solo angustia psicológica o inhibición social.

#### Hachís y Marihuana hoy: críticas de las autoridades religiosas en Israel
Más allá de las drogas letales derivadas de la heroína, como de hecho la cocaína misma, algunas autoridades religiosas dentro de Israel han considerado que el hachís y el cannabis son precisamente 'IMPUROS' mientras que otros, en oposición, han negado esta clasificación, haciéndolos incluso usar.
Ahora: Maimónides afirmó que mucho depende de las cantidades, lo cual es tan importante y en la actualidad difícil de considerar, incluso para profesionales como médicos y especialistas, en caso, de que sugieran una renuncia a su uso ya a priori. Los daños de las drogas son conocidos así como su efecto curativo post-ápice, 'agradable' sólo en apariencia.
Lamentablemente la muerte, aunque rara, es un hecho conocido y una preocupación constante para quienes viven en entornos sociales en los que la fragilidad psicológica se enfrenta conscientemente, al obviar las consecuencias, con las drogas y el alcohol: esto significa que la 'unidad social', que se deriva del entretenimiento que produce tal uso, no nunca podrá consolidarse de manera verdadera y adecuada; por eso hay amistades esporádicas, a menudo no del todo sinceras, incluso alejadas del verdadero sentimiento de amistad y paz.
En la tradición judía, como explica Maimónides, las drogas son consideradas iguales a medicinas sin ninguna terapia específica debido a la sobredosis resultante e inerradicable de la que la mayoría de las personas no pueden escapar. Las drogas son consideradas actualmente ilegales en casi todos los Países y los gobiernos las consideran una amenaza tanto porque pueden llevar a la dependencia y luego a la muerte como porque el ambiente que favorece su uso ilegal está lleno de otras transgresiones o contra los Estados y las Monarquías o contra la moral misma: la aparente superación de inhibiciones, que muchos deberían transformar en límites éticos auto-disciplinarios. Así, quienes consumen drogas se encuentran al margen de la sociedad, separados de sus seres queridos, con la pérdida de los valores impartidos por sus familias y finalmente sin poder expresarse adecuadamente porque el único lugar, que inicialmente es de la primera infancia y del ‘yo’, se vuelve vacía y se sumerge en el olvido de sí mismo, es decir, con el olvido absoluto de la propia identidad y de lo que sustenta sus características.

## Tzniut
Un rasgo esencial con respecto al comportamiento ético es la Tzniut (en hebreo צניעות), la modestia como respeto a uno mismo y a los demás.
La Tzniut incluye la conducta hacia la sexualidad, la intimidad de cada uno y, por lo tanto, salvaguardar los pensamientos mismos con sus intenciones consiguientes, el lenguaje, la acción precisamente, cada enfoque en relación con el prójimo y la sociedad en general, el vestir y finalmente en fidelidad conyugal en los varios casos.
La modestia es, por lo tanto, la modalidad ética judía necesaria para integrar el ámbito de la acción práctica con la coherencia religiosa más interior en el comportamiento diario. De hecho, la Tzniut considera la forma de actuar directamente correlacionada con el mundo del alma y los valores adquiridos en modo libre pero racionalmente consciente: se concluye que es cierto que al pensamiento seguirán acciones específicas, así como el comportamiento ciertamente condicionan la totalidad del cada ser humano como tal.

## En la civilización del Mundo de hoy
Los Rabbanim en una Baraita: se dice que una vez un hombre piadoso judío rezó la plegaria mientras viajaba, cuando un general que pasó y lo saludó y el hombre piadoso no le devolvió el saludo. Entonces el general esperó y, cuando el judío terminó, le dijo: "¡Eres un tonto! ¿No sabes que en tu Torá está escrito: Ten cuidado y mira con cuidado y también dice Mira con cuidado? Cuando te saludé, ¿No me devolviste el saludo? Si te hubiera cortado la cabeza con la espada, ¿Quién me habría llevado a los tribunales por haber derramado tu sangre?" El hombre piadoso dijo: "Solo espera un minuto. Déjame aclarar". Él continuó: "Supongamos que te enfrentas a un rey de carne y hueso y que alguien ha venido a saludarte: ¿Le hubieras respondido?" "No", respondió el general. "Y si hubieras devuelto su saludo, ¿Que te habrían hecho?" El general dijo: "Me habrían cortado la cabeza". El hombre piadoso ahora dijo: "Llevemos esto a su conclusión lógica: tu mismo reconoce que no se habría desviado de un rey en carne y hueso, un hombre que está aquí hoy y mañana en la tumba; por lo tanto, es cierto que no puedo irme cuando me encuentro ante el exaltado Rey de reyes, el Santo, Dios bendito, El que vive, reina por la eternidad". El general fue aplacado de inmediato y el hombre piadoso fue despedido para regresar a casa en paz
Mishnah

La ley judía (Halaja) requiere que las personas oren por el bien del País en el que viven, siempre en la historia del pueblo judío incluso en el exilio; sin embargo, hay un hecho decisivo: los preceptos religiosos prevalecen sobre los deberes civiles, cuando es posible y en casos discordantes, con condiciones históricas y políticas favorables para el judaísmo.

Si no hubiera Gobierno: [se comerían unos a otros] como peces grandes y pequeños
Mishnah

Dos ejemplos: 1) la ley en los tribunales debe ser respetada y honorada; 2) todas las leyes estables y definitivas de cada País también deben ser respetadas por el pueblo judío, promoviendo así la paz y la armonía. Algunos pilares que han marcado el vínculo pacificado entre judíos y no-judíos durante el último período histórico reciente: hoy es posible "profesar la religión judía" en todo el mundo; casi en todos los lugares de estudio, donde se encuentran judíos y no-judíos, hay muchas actividades que sancionan el reconocimiento de la religión judía, con la posibilidad de respetar las solemnidades judías como Shabat y Iom Kipur además de todos los demás; hay estructuras judías de varios tipos específicamente establecidas para el encuentro entre judíos para rezar juntos, estudiar la Torá, simplemente estar con alegría, intercambiar ideas... a veces, cuando hay ocasiones específicas y adecuadas, incluso con música y baile; los medios de comunicación también difundieron el conocimiento judío de la Torá con sus tradiciones; es posible celebrar las fases religiosas judías, es decir, durante las "etapas de crecimiento individual y religioso"; no menos importante, incluso fundamental, la Cashrut, por ejemplo, gracias a la civilización social y política, hoy los restaurantes kosher se extienden por todo el planeta y siempre están listos para recibir también a personas no-judías.

### Leyes y Halajá: la calumnia
La calumnia es uno de los pecados más graves, considerado en el Talmud como relacionado con la idolatría y el asesinato; hoy la religión judía considera grave la 'ofensa directa' o en presencia de otras personas: esta piede ser la pérdida de Olam HaBá (el Mundo venidero): en tales casos, a veces es necesario el perdón de la persona ofendida, si hay un arrepentimiento sincero de aquellos que así han transgredido.
Las leyes de muchos Estados y de las monarquías son complejas y rigurosas, especialmente considerando todos los 'canales de información' ahora accesibles a casi todos los ciudadanos. Todo judío está obligado a reconciliar el respeto por estas y las diversas Constituciones con la Halajá (la ley judía), a menudo con el consentimiento mutuo.

### Unidad del pueblo judío
Israel es el nombre del patriarca Jacob, el nombre del pueblo judío y el nombre del Estado judío desde 1948, con Jerusalén capital gracias a su proclamación con reconocimiento mundial y testimonio de los Estados Unidos de América con el presidente Donald Trump.
Con Pesaj todas las familias judías recuerdan tanto las dificultades de Jacob como las de los judíos hasta el Éxodo; en ese momento histórico, en el 2448 del calendario hebreo a partir de la Creación del Mundo según la Biblia hebrea del Pentateuco, el pueblo judío se convirtió en una posesión particular de Dios, con el Matan Torah que sanciona lo que los Midrashim definen como un contrato matrimonial entre Dios e Israel. Desde entonces, Dios es reconocido en todo el mundo como Dios, Rey de Israel, Su primogénito, el amado de todos los pueblos.
Los judíos están fuertemente unidos fraternalmente tanto de forma natural, es decir, de una manera espontánea y espiritualmente intrínseca, como por la fe en Dios y en la Torá misma.
En las dificultades más graves de la historia, que culminaron en la tragedia irrepetible de la Shoah, así como en la mayor alegría, por ejemplo en todas las fiestas judías, especialmente con el Templo de Jerusalén, cada judío tiene un sentido innato de afecto y amor que nadie podrá  conocer cuando no-judío: la unidad del pueblo judío es ahora evidente para todos en el mundo, incluso los pueblos han renunciado definitivamente a perseguir a los judíos 'con leyes o persecuciones sin lógica racional'... Esto significa que la Torá de verdad y la verdadera fe en Dios son victoriosas.

### La Torá y la modernidad
Bueno, la Torá es un valor, de hecho, cada judío menciona su nombre en los discursos diarios como algo en sí. La Torá para cada judío es la fuente de vida, el origen de todo pacto con Dios, ya con Abraham, Isaac y Jacob, incluso antes de que se revelara en el Monte Sinaí a Moisés y, por lo tanto, a todos los judíos para siempre y eternamente. El estudio de la Torá y su enseñanza siempre ha sido el lugar de fe y devoción de la religión judía. En el judaísmo, muchas academias de estudio adoptan reglas específicas para el aprendizaje: por ejemplo, la división entre niños y niñas, obviamente comidas Kasher, en el estado judío de Israel con exención del servicio militar y el apoyo financiero, una selección de estudiantes rigurosas y muchas otras normas comunes a cada Yeshiva; no es casualidad que en las Yeshivot estén preparados los estudiantes que serán los rabinos de diferentes comunidades judías de todo el mundo. También hay universidades o cursos específicamente judíos, escuelas secundarias, jardines de infancia y todos los grados escolares, esto con algunas diferencias, obviamente, de acuerdo con el número de estudiantes matriculados y el nivel de religiosidad. Sin embargo, hoy en día se han extendido más, tanto por la cantidad de plazas como por la de rabinos, docentes y alumnos. El aumento de la fe judía ha favorecido este aumento exponencial de estudiantes religiosos con un mayor impacto para todas las personas, 'testigos' de la evidente transformación.

### Judaísmo, religión católica y Islam
En la confrontación religiosa con el judaísmo, otras religiones a veces están de acuerdo, a veces menos: a menudo hoy las llamadas autoridades religiosas dentro del judaísmo suscitan intereses mutuos y divergencias; en cualquier caso, por ejemplo con el catolicismo, muchos líderes del Estado del Vaticano ya han dicho que creen en el valor histórico y religioso de los judíos como tales, la visita realizada por las muchas guías de la religión católica a los sitios religiosos judíos es una clara evidencia de esto: el cíclico del Papa en la Sinagoga de Roma (o Templo Mayor de Roma) es muy importante, por último cronológicamente el del Papa Francisco.
Con el Islam, el diálogo religioso se facilita de hecho gracias a los numerosos intercambios económicos, ahora entre casi todos los países, incluso con algunos judíos.
En cualquier caso, todo judío y todo no-judío sabe qué es bueno hablar juntos y qué es mejor esperar antes de preguntar, verificar y afirmar con certeza, al menos por el deseo de mantener un compañerismo agradable.
Aunque hay muchas posiciones radicales en las diversas religiones, cada ser humano de una confesión religiosa u otra, cuando se enfrenta a una persona física diferente por doctrina, hábitos o costumbres, necesariamente debe aceptarlo... así que, de alguna manera o en el otro, sonríen juntos, se acogen mutuamente con buenas comidas kosher, quizás abundantes y, al comunicarse verdaderamente, resulta que hay muchas más cosas en común, tal vez hablando de la existencia en general, la vida y las experiencias en este Mundo no demasiado grande pero muy acogedor.

### Ética y trabajo
En la ética moral de la religión judía, la honestidad adquiere un significado tan importante hasta el punto de que, en caso contrario, cualquier persona que disfruta de algo robado percibe el robo; esto significa que en el judaísmo cada judío debe estar absolutamente intacto y correcto más allá de la norma común, a veces incluso renunciando a ganancias que de otro modo serían precisamente inmorales, incluso si no solo ilegales, el último caso aún más grave.
Afortunadamente en la modernidad, la mayor parte del sistema político favorece la legalidad, por lo tanto, también la ética y la honestidad; el judío en general siempre ha considerado la corrección en el trabajo como un valor esencial con respecto a la conducta religiosa: ser deshonesto, engañar, robar, etc. son elementos en conflicto con la vida religiosa judía y, por lo tanto, se consideran pecados muy graves, muy difíciles de cancelar.

#### El valor de la palabra
El valor de la palabra dada, es decir, de las promesas hechas, es importante tanto en la educación, como se dijo: quien no cumple una promesa a los niños, les enseña falsedad, y en el trabajo por el sustento; obviamente, esto permite establecer una disciplina tanto en la comunicación como en la acción práctica que ofrece.
Una enseñanza hebrea explica cómo cada judío está obligado a realizar la Tzedaká: también se explica que los judíos casi arriesgan sus vidas todos los días para cumplir con este deber; así que el mismo compromiso incansable es para los judíos parte de la devoción religiosa hasta el punto de considerarlo 'leShem Shammayim', por la voluntad de Dios (en el Nombre del Cielo).
Entonces, ya que este celo se debe a una fe inquebrantable, los judíos consideran atención también por la palabra dada, cuya cancelación equivaldría a engaño y, por lo tanto, a un pecado hacia un ser humano.
Por lo tanto, no es coincidencia que un tratado sobre votos religiosos esté dedicado en el Talmud: el voto se sella mediante la palabra que luego se sanciona con la intención de cumplir esta promesa a Dios. En general, los votos están en la religión judía con respecto a mayores renuncias a la comida, sin embargo Kosher, así descrito en el Talmud. El nazireo es un ejemplo explícito, precisamente con la renuncia al vino, las uvas y todas sus derivaciones, sin embargo, es una renuncia temporal y no duradera; a menudo solo un verdadero Jajam puede disolver un voto, incluso el de otra persona si esta última no puede mantener los términos establecidos inicialmente. Hoy los votos ya no se usan entre el pueblo judío y ningún judío está obligado a hacerlo, desde hace mucho tiempo.

#### La palabra crea...
El dicho de lo Zohar según el cual la palabra podría condicionar la realidad, se aplica sobre todo a la interpretación de los sueños, muy importante en la historia exegética judía: desde el famoso caso de José en el Pentateuco hasta los casos reales de intérpretes, incluso figuras falsas a menudo heréticas, incluso en el Talmud, algunos Rabbanim son los protagonistas o casi una víctima de él, pero emergen de una manera astuta; un dicho dice que los sueños pertenecen a quienes los interpretan, lo que sugiere que se les debe prestar mucha atención, al tiempo que admite en el mismo Talmud que obviamente los sueños pueden presentar cosas verdaderas junto con cosas irreales.
De ahí la gran influencia de la palabra en la vida cotidiana, una palabra que, por lo tanto, también debe estar sujeta a medida y disciplina en su uso.

### La paz
El recuerdo de la terrible tragedia de la Shoah que ocurrió con la Segunda Guerra Mundial ahora se considera una catástrofe tanto para judíos como para no-judíos: todas las naciones del mundo con sus gobiernos y políticos o monarquías han determinado su natura, finalmente concluyendo con la casi segura esperanza de que nunca volverá a suceder. Más allá de las numerosas críticas teóricas, teológicas o históricas, aceptadas o no, esto ha llevado a las conciencias de cada uno a una mayor atención diplomática y social para que el destino adverso ya no se precipite en una concatenación casi infinita de actos horribles, ya sea que conciernen a judíos y a no-judío niños, jóvenes, adultos y ancianos. Nadie se atrevió a alcanzar la crueldad en este período histórico mencionado aquí: y lo más probable es que nadie pueda repetirlo, incluso deseándolo con toda la ferocidad posible: esto significa que hoy la sociedad civil y política, es decir, todos los ciudadanos y sus líderes religiosos y políticos, finalmente tienen más esperanza; en resumen: nadie quiere genocidios, exterminios y destrucción... bomba atómica o no. La paz es, en cualquier caso, una condición interior y mundial deseada incluso por los niños, muy o no muy educados, como dice la Torá: la verdad y la paz se abrazan.

#### Intolerancia religiosa en la historia
En la religión judía, hoy el 'juicio' sobre la hostilidad gratuita está casi establecido: la definición actual, aunque torpe, que la distingue, a saber antisemitismo, es por tanto vista como mera hostilidad, como tal obviamente injustificada.
Si bien históricamente casi siempre ha existido una motivación, desde la envidia al deseo de poder hasta la ocurrencia de guerras o una simple furia loca, hoy se entiende que la causa es una sola: una hostilidad innata y proyectada contra el bien, así como cuánto y quién lo representa porque esta surge precisamente de un mal intrínseco.

### La pureza familiar
La vida religiosa judía de casados requiere mucha atención, especialmente con referencia a las muchas reglas de pureza familiar: en el judaísmo es un aspecto esencial y, de hecho, las discusiones talmúdicas y los comentarios tradicionales de la Rabbanut son precisos y detallados para aclarar cada faceta indicada en el Tanaj.
La ética judía sobre la pureza familiar, por lo tanto, incluye detalles más allá de la norma común y hoy en día también ha condicionado la civilización moderna actual en casi todos los aspectos, incluso en las leyes de los gobiernos que se han seguido, por ejemplo, en el mismo Estado de Israel.
A este respecto, por ejemplo, los judíos devotos más rigurosos tienden principalmente a no escuchar canciones con voces de mujeres, sin ser necesariamente religiosos fundamentalistas radicales; esta regla se debe a un hecho religioso incontrovertible: en esta condición, la voz así expresada puede compararse 'metafóricamente con una parte femenina íntima'... así que aquí está la prohibición. Aunque esto puede generar perplejidad o incluso profundas dudas sobre su veracidad, los judíos religiosos más conscientes están totalmente motivados y, cuando surge la situación, evitan escucharla.
En los preceptos judíos, el amor en la sexualidad exige respeto y, por lo tanto, muchas reglas; las relaciones matrimoniales son una Mitzvá que involucra casi todo 'el ser' de los cónyuges, tanto el cuerpo como el alma: las reglas a este respecto son absolutamente necesarias, de hecho, porque la mayoría de las fallas de la humanidad en general son atribuibles a un mala conducta sexual, de Adán y Eva, luego con las generaciones del diluvio universal, a lo largo de la historia hasta la modernidad. Los judíos devotos deben ser disciplinados al respecto desde la primera infancia, para evitar la indulgencia sexual y todo tipo de infamia que, como sabemos hoy, ha dejado a muchas personas terriblemente aterrorizadas.
Por lo tanto, vivido de otra manera en sus propias modalidades, el amor y la sexualidad son una bendición en la Torá, como ya se vio en el primer Parashá del Pentateuco, Bereshit.

#### Pureza individual
La natura particular del agua a menudo hace que uno piense normalmente en algo fresco, no sujeto a corrupción, solo puro: según la teología judía, el agua es la herramienta principal para la purificación del cuerpo del ser humano, esto más allá del higiene personal aunque regenerador.
Bueno: la pureza del cuerpo influye de manera decisiva, en el judaísmo, sobre la espiritualidad de cada judío, hasta el punto de afirmar sin ninguna dificultad que la falta de esto puede incluso generar enfermedades psicosomáticas en el judío, proyectarse sin demasiada dificultad sobre el estado general de salud del individuo en cuestión.
El Mikve es, por lo tanto, la mejor solución en el judaísmo religioso; de hecho, una cantidad determinada de litros de agua que fluye es equivalente a la purificación, por ejemplo, con la ducha (el Talmud luego enseña nuevamente que, en situaciones extremas, la arena del desierto se puede usar para limpiarse las manos bastante bien y suficientemente en tales dificultades).
Según lo que se relata en el Talmud, un Rabbi solía hacer muchas abluciones de agua para su cuerpo; perplejos y asombrados, otros Rabbanim con algunos discípulos Jajamim, le preguntaron la razón: él respondió muy simplemente que en Eretz Israel las estatuas se lavaban todos los días con un trabajo meticuloso para hacerlas brillar, y así lo hizo con su cuerpo lavándolo cuidadosamente varias veces.
La pureza es ciertamente una de las Middot más importantes en la religión judía; a veces puede entender que algunas Mitzvot deben ser renunciadas para hacer otras más importantes, obviamente la situación ideal es el cumplimiento de todas las Mitzvot a las que uno está obligado. La pureza incluso excede el precepto de honor debido al padre y la madre pero con esto, sin embargo, no falta respeto y afecto con los deberes y responsabilidades incluidos: esto significa que para mantener la pureza, los padres pueden ser desobedecidos con referencia a una elección a este respecto. Más allá del apoyo que los niños pueden agregar a sus padres, el honor del padre y la madre consiste precisamente en reconocer su dignidad honrada con precisión y promoverla de la mejor manera: así, en el judaísmo, el mayor honor consiste en observar los preceptos o en la participación en la Kedushá y esto para cada judío además del miedo a los padres, que no consiste en terror opresivo o miedo a las amenazas sino en un temblor espontáneo mezclado con admiración.
Por ejemplo, el Kohen Gadol nunca ha perdido semilla, ni siquiera en Iom Kipur.

#### Shiduk
La reunión entre los que luego se casarán es en la religión judía llamada Shiduk.
En el judaísmo existe una fuerte creencia de que esto sucede a través de la providencia, a fin de establecer una familia... Sin embargo, hay algunos casos particulares: entre algunos religiosos, incluso dentro del pueblo judío o según los lazos en grupos religiosos más grandes, algunos entre las autoridades religiosas o sus mensajeros se encargan de organizar bodas y, por lo tanto, reuniones, los famosos 'matrimonios arreglados'; aunque la mayoría de los judíos creen que esto solo se puede hacer por inspiración y con el conocimiento necesario de los cónyuges probables, bueno: estas reuniones todavía se llevan a cabo, a veces de manera afortunada, a veces de manera fortuita.
Sea como fuere, los judíos son muy cuidadosos y leales a este respecto, lamentablemente a menudo evitan algunos Shidukim.
El Shiduk es una modalidad adoptada desde la antigüedad, recuerda el episodio en el Pentateuco del patriarca Abraham para su hijo Isaac, bueno: el Shiduk ocurre providencialmente, más allá de alguna impertunencia forzada, creando así una verdadera familia judía en el vínculo santo del Kidushin: el compromiso matrimonial.

### El valor patriótico judío
Además de las diversas expresiones para definirlo, desde Tierra Prometida hasta Eretz Israel, así como Estado judío de Israel o, más comúnmente, simplemente Israel, queda un hecho: esta es la Tierra Santa, nivel por nivel desde las fronteras bíblicas más allá de Jerusalén, que puede para ser vista, hasta la Jerusalén celestial, ya teoría teológica judía de la Cabalá.
Como ya se puede ver en el Pentateuco, Eretz Israel representa para todo el pueblo judío algo más allá de la concepción normal del patriotismo: la fe involucra todos los aspectos, es de hecho un elemento intrínseco al alma.
Entonces, la conexión espiritual de los judíos con Israel es una 'entidad' presente en su vida y constituye un compromiso con Dios.

### Las armas... y la guerra
Una teoría bastante famosa afirma que en la era de la redención, las armas mismas, es decir, las herramientas para la guerra, serán solo para la gloria y la belleza, es decir, no para luchar o matar.
En la ética religiosa judía de hoy, es decir, la más rigurosa, el comando de los diez mandamientos que dicen no matar, también se considera precisamente para la guerra y para cada batalla o guerrillas. Prueba de ello es la gran oposición del 'mundo religioso' en el Estado de Israel. Muchos no se entienden y, de una forma u otra, se ven obligados a comprometerse con algunos gobiernos en el Estado de Israel precisamente.
El asesinato en la guerra es algo que no está claramente definido... Por otro lado, la guerra se ha vuelto casi normal a veces hasta considerar 'la pérdida de la vida del llamado enemigo' como un pequeño episodio... ay, a veces incluso emocionante, como si fuera una experiencia como cualquier otra: sin embargo, queda por tratar con la realidad, con la conciencia atormentada por recuerdos desagradables y a menudo traumáticos y con los mismos tribunales de justicia internacionales.
Cualquiera sea el caso, en la ética religiosa judía, matar es un pecado e incluso tratar de involucrarse en situaciones demasiado arriesgadas es una de las transgresiones en la moral común.

#### Talmud
El Talmud a menudo se refiere a la costumbre, diríamos hoy de educación cívica, de evitar daños a personas, animales y cosas, la devastación en general. De esto se deduce el reconocimiento del absurdo paradójico de la aparente 'construcción de armas y herramientas militares' para 'destruir precisamente', lo cual es evidentemente contradictorio en un Mundo Globalizado como en las últimas décadas... recordando así también la fe teológica judía con la reconstrucción de Jerusalén, ahora reconocida como la ciudad capital de Israel, centro de devoción religiosa.

### Posiciones políticas en Israel
En el Estado de Israel, algunas autoridades religiosas han expresado su oposición a la guerra o están a favor, en ambos casos, obviamente, con sus respectivas posiciones políticas o no, para muchos detalles o en general por el tema en su complejidad; entonces hay posiciones semi-neutrales, a veces inclinadas a estar en contra o favorables... Finalmente, algunos prefieren no expresarse ya sea por la evidente importancia del argumento o por una incertidumbre real al respecto.
Las razones principales de la necesidad de expresarse para estas autoridades religiosas en Israel dependen de varias circunstancias históricas y políticas; de hecho, en la actualidad, en general, un judío religioso prefiere no interferir en cuestiones de guerra: las más apremiantes son las numerosas preguntas que los miembros de algunos grupos religiosos hacen a estas autoridades, ellos mismos, es decir, o simplemente saber cómo comportarse en la relación con la sociedad, tal vez decidir con conciencia qué razonar, o incluso decidir a este respecto, cómo actuar, siempre con la esperanza de no ser imprudente o contrario al sentido común.
Queda un hecho: hoy en Tierra Santa, como en todo el mundo, cada ciudadano judío o no-judío tiene una idea más o menos clara sobre el significado de las guerras y las batallas: solo queda decidir si expresarlo de una manera clara y comprensible por el bien de sí mismo y de toda la humanidad, o si debe permanecer pacíficamente anclado a un silencio verdaderamente neutral o casi apolítico.

### La Torá y los no judíos, los cismas y el Pueblo de Israel
La Torá establece que incluso los gentiles (no judíos), pueden acercarse a la verdad de la Torá, en particular con respecto a los Siete preceptos de las naciones, (las leyes de Noé), con la posibilidad de incluir a otros; este tipo de emancipación entre judíos y no-judíos, en ambos casos, se ha hecho explícito y, por lo tanto, se ha aclarado solo en las últimas décadas, es decir, con el período de posguerra, al menos con su difusión en todo el mundo. 
Todavía hoy, desafortunadamente, principalmente hasta el año 2000, incluso la difusión de las enseñanzas de la Torá fue relegada a algunos lugares, por desgracia, de manera egoísta por algunas autoridades religiosas: este comportamiento, hoy diríamos sectario o parroquial, causó diferentes problemas, como el aislamiento de alguien, por fuerte que sea en su fe en la tradición judía, la partida de otros de algunos centros importantes y hacia cismas reales, a menudo caracterizados por el ahora famoso deseo de sobresalir de una manera excesivamente egocéntrica con la mera y vana poca satisfacción de inmensas audiencias interesadas la mayor parte del tiempo en hacer números y escenas. 
Así que mucha teatralidad con el deseo de fama y honores... cuando el judío leal en su fe sabe que esto es opuesto al sentimiento real de la Torá: el judaísmo es sobre todo verdad, unidad, amor, justicia, apoyo mutuo, devoción y estudio... el resto solo una apariencia banal de los líderes que desvían las mayorías aturdidas por las proclamaciones radicalistas, ciertamente no dirigidas sinceramente a los corazones de los judíos sedientos de conocimiento y verdadera hermandad.
El resultado es una inclinación hipócrita impertinente al desafío, por un lado... y a la paciencia inquebrantable habitual del verdadero: cinismo e indiferencia de esas falsas autoridades que se proclamaron como tales contra la fuerza de la fe judía y el amor religioso de Israel: es el famoso cuestión de la lucha entre los líderes de pequeños grupos dentro del Estado de Israel y el líder del pueblo de Israel propio.

## Torah-Lishmah
Al comenzar a estudiar Lo-Lishmah... ciertamente será la Torah-Lishmah al final

Como un aspecto absolutamente esencial en el judaísmo, el estudio de la Torá se puede lograr y vivir de diferentes maneras: la más alta se define con precisión Torah-Lishmah (en hebreo תורה לשמה), es decir, por amor a ella misma; este enfoque, en el curso de su profundización, consiste precisamente en una participación total y desinteresada, independientemente de los premios de otro mundo o inmediatos, por reales que sean, diríamos hoy por amor al estudio y esto continuamente. La previsión considerada con prudencia y responsabilidad, la planificación, la esperanza, por lo tanto, en el futuro, la conciencia y la meditación con respecto a uno mismo y al mundo externo también son elementos espirituales judíos. Lo que queremos resaltar aquí es específicamente la verdadera pasión y el celo del judío: entonces, esta inspiración inmediata y continua en el estudio de la Torah-Lishmah es el mismo valor en todas las fases de la existencia y la fe como piedra angular de la vida religiosa judía del devoto judío sincero y leal con Dios, en la Torá y con respecto al ser humano judío y no-judío.

Hillel el viejo dijo: Si ves a todos los descendientes [de Israel] ('toda su generación') que tienen amor por la Torá, difunde el conocimiento de la Torá, como él dice: "Un hombre da generosamente y finalmente tendrá aún más" (Proverbios 11:24)
Mishnah

Esta pasión de la Torah-Lishmah ciertamente se combina con la tranquilidad armoniosa de la sabiduría, el conocimiento y la inteligencia (las Sefirot de Jojmá, Daat y Biná), incluso en el estudio, precisamente: los Rabbanim explican que sería contraproducente estudiar y orar en caso de confusión o agitación con respecto a la condición de interioridad y, por lo tanto, sin pacificación espiritual.
La Torah-Lishmah representa lo que yace más allá del estudio de la Torá... pero precisamente en el estudio de la Torá misma: significa vivir la verdad del conocer la Torá.

### Las mujeres judías y la Torá
Aunque coloquialmente o comúnmente usado en ambos casos, el Beith haMidrash es en particular la escuela judía tradicional para el estudio de la Torá para niñas judías: el término hebreo Midrash (en hebreo מדרש) se refiere de hecho a las enseñanzas escritas de la Torá de los Midrashim, tradicionalmente desde la antigüedad con una connotación argumentativa exegética con un evidente matiz discursivo, por así decirlo femenino; la Cabalá explica que un estudio profundo y continuo de los Midrashim destaca una aptitud natural para tener hijas.
Sin embargo, no hay una niña o mujer judía sin el conocimiento de la Torá: aunque estas no tienen una obligación diaria, en cuanto a Tefilá, estudio y Mitzvot también dan testimonio de la fe y la devoción.

## Simjá
La función de la alegría, la Simjá (en hebreo שִׂמְחָה) es un factor casi vital en el judaísmo: la Jasidut en particular lo convirtió en una cuestión de vida o muerte, hasta el punto de afirmar con Najman de Breslov que con Simjá es incluso posible curar enfermedades.
Por lo tanto, la alegría es decisiva también en el cumplimiento de las Mitzvot, además de ser una consecuencia explícita, ya descrita en el Pentateuco junto con el temor a Dios; en cualquier caso, la verdadera alegría es diferente del exceso, por ejemplo, en demasiados chistes y burlas: la Simjá es, de hecho, solemne, es decir, santa, y con motivaciones causadas y dirigidas al bien. El Salmo que dice que las bocas se llenarán de risa, por lo tanto, no es accidental y también tiene un significado literal, aparte del hecho de ser una profecía para los tiempos salvíficos de la redención mesiánica.
Como ya se describió, Najman de Breslov consideró la alegría como el valor más importante de la Jasidut junto con la Teshuvá, el reconocimiento del Tzadik, la plegaria y la fe como un apoyo para superar cualquier dificultad.

### Embelleciendo una Mitvzah
La realización de las Mitzvot es segura, una entidad muy importante, pero cuando se embellece la alegría será aún mayor.
Hay muchos ejemplos: desde la Sucá hasta las flores para ocasiones religiosas judías, incluso en Shabat, pasando por las mismas mesas ricamente dispuestas, con excelentes comidas kosher, las velas de Shabat, buen vino con supervisores que aplastan tanto la calidad como el Kasherut, luego unos buenos tefilín, etc. Por tanto, cada Mitzvá puede vivirse con más alegría gracias a su belleza: por otro lado, el estudio de la Torá misma quiere referirse a la perfección y la belleza de la Creación se da precisamente porque Dios Todopoderoso así lo ha querido; luego también en la Cabalá la salvación es sinónimo de Belleza, que es una de las Sefirot, o más bien Tiferet como el pueblo judío.
Se sabe que existen Mitzvot llamadas Khukkim, cuyo significado no parece racionalmente comprensible: también es la prohibición halájica de comer leche y carne juntas como alimento, no se pueden mezclar ni usar de ninguna manera; estamos en el punto: una explicación casi racional señala a la leche como la fuente de la vida del pequeño animal, cuya consecuencia lógica natural de su carne en ella parece una contradicción: precisamente por un lado la vida... y ¿cómo podría confundirse con esta que vida... que ya no es? Aunque en la religión judía evidentemente se permite comer la carne kosher de animales puros, prohibiendo así todos los productos lácteos juntos, aquí está la leche que representa la belleza, cuando es vívidamente pura, blanca y fresca... Es cierto: incluso los animales son hermosos, sin embargo, la carne en sí, cuando aún debe presentarse con excelente cocción y condimentos, no es el arquetipo de toda belleza... en resumen, dividida en mil partes: diríamos que escondería su belleza (no para los que no son técnicos del oficio o un excelente chef). Bueno, ciertamente un buen plato de carne cocida bien presentada también se aprecia en las fiestas religiosas judías, de hecho casi obligatorio. Aún es cierto que tanto la belleza de la leche como la belleza de la carne serían casi profanadas con una transgresión tan entendida en la Halajá judía.

## Kavod
La palabra hebrea Kavod (en hebreo כבוד) significa literalmente "honor" y puede identificarse con el significado común de 'respeto, aprecio, admiración y confianza incondicional'; en otras palabras, pertenece a aquellos que, con un valor reconocido, merecen 'buena reputación, confirmación de integridad y verdad, aquellos que tienen un ascendente comprobado con certeza como guía que es incansablemente responsable e conscientemente indispensable'.
Además de estas cualidades que pueden identificarse entre otras positivas en la figura de un líder, cada judío es digno de Kavod: los judíos están unidos en la fe en Dios y en la verdad de la Torá y las Mitzvot, de hecho, como una alianza eterna y indisolublemente sancionada en santidad y con sello divino. Esta misma unidad constituye un amor intrínseco y continuamente motivado, precisamente por respeto al Kavod de todos; obviamente, todos los verdaderos Jajamim saben cómo reconocer a otros devotos leales y sinceros y, como estudiantes de la Torá y con el conocimiento de Dios Creador, son muy rigurosos al evaluar la dignidad religiosa de cada uno, aunque con firmeza o con clemencia de acuerdo con las diferentes condiciones y los casos específicos.
Yosef Karo, por ejemplo en el Kitzur Shulján Aruj, ya se ha extendido ampliamente en la discusión sobre el Kavod con respecto a cada judío, por ejemplo, en los lugares de estudio y en las mismas casas de oración, las Yeshivot y la Sinagoga.

## Ghemilut Jasadim
La Ghemilut Jasadim (en hebreo גמילות חסדים) consiste en buenas acciónes para otros. En la religión judía, Ghemilut Jasadim es muy importante porque el primer patriarca del pueblo judío Abraham se caracteriza intrínsecamente con Ghemilut Jasadim, por lo tanto, se trata de un carácter y un rasgo espiritual de los judíos, es decir innato.
El origen de la expresión deriva sobre todo de la palabra Jesed, ya una concepción de la Cabalá que significa Misericordia, clemencia o, por extensión, bondad.
La intención deriva de la enseñanza de que, conociendo a Dios, uno debe adaptarse a las modalidades divinas de la bondad, pero no a las de rigor radical: la tradición esotérica judía explica que Dios es el Juez de la Tierra, por lo tanto, incluso los jueces judíos descritos en el Talmud están casi obligados a considerar como culpables a aquellos que se presentan con un caso para ser juzgados solo inicialmente, luego deben considerar todas las dinámicas y, si es posible los testigos, finalmente con el juicio ahora establecido deben evaluar a todos como inocentes; esto se debe a que haber causado y no evitar daños es una falla a priori, precisamente por no haber podido mantener la armonía y la paz... Sin embargo, después del juicio, serán considerados inocentes precisamente por haberlo aceptado y considerado válido. Esto significa que la imitatio Dei es para el ser humano una condición de benevolencia y no de crueldad indiscriminada... obviamente, incluso la indulgencia extrema implicaría un vicio, de hecho conduciría a la hipocresía, luego a la indiferencia y finalmente al cinismo y frialdad. Tal frialdad o lo que hoy algunos definen como aridización de sentimientos, es lo que Ghemilut Jasadim lucha porque toda ayuda amorosa para los demás surge del amor al prójimo, valor bíblico también del Talmud.
Además de estos ejemplos de amor por el prójimo, hay otros más concretos que incluyen el entierro y el duelo, la visita a los enfermos: en este último caso, incluso Dios visitó a Abraham.
Es posible llevar a cabo Ghemilut Jasadim también para Dios mismo, por ejemplo, con el estudio de la Torá.
A veces, debido a una curiosidad loca o una mala obstinación de los demás, si la compasión puede conducir a pecados más o menos graves, esta es la elección de la 'auto-conservación': Ghemilut Jasadim es, de hecho, una de las más altas expresiones de amor, por lo que la transgresión causada a alguien por otros individuos es casi lo contrario.

### La muerte y el luto
Una premisa indiscutible es la prohibición de matar, que ya está en los diez mandamientos. Sin embargo, hay tres formas en que Dios perpetra el desprendimiento del alma del cuerpo: en dos casos hay dos ángeles designados para hacerlo por orden de Dios, sobre el Satan, dicho en las liturgias judías precisamente adversario, lo que 'tiras la vida' a los no-judíos; el otro ángel para la muerte, citado aquí como un segundo caso, contribuye al abandono del cuerpo del alma de los judíos que así viven el pasaje al Gan Eden; entonces es el caso beso de Dios, por alusión al paso del alma hecha por Dios sobre el judío que debe morir.
El cuerpo con el alma - con la muerte ya adandonado no constituye la totalidad del ser humano - alcanzan los dos servicios devocionales litúrgicos, que constituyen el luto, muy respetado en el judaísmo: para el cuerpo, el entierro, de hecho ahora inerte y, por lo tanto, un cadáver. Por el alma hay muchas oraciones litúrgicas, incluido el Kadish, considerado por la mayoría judía como la oración más alta, más santa y más importante.

## Hajnasat Orjim
Quién tiene hambre... ven y come
Hagadá por Pesaj

Hajnasat Orjim es la buena hospitalidad. Todo judío aprecia el gesto de la bondad divina al recibir a amigos judíos y no-judíos en su propia casa, incluso para compartir comidas juntos.
Abraham ya acogió a muchas personas, también para difundir la fe en Dios y el amor por la verdad de la Torá. Incluso en el Talmud hay casos en los que los Jajamim incluso albergan a líderes romanos; luego el caso de José y sus hermanos, finalmente reunidos como se describe en el Pentateuco.
La hospitalidad sincera es tan importante en la religión judía que casi deja de lado el servicio de oración: en este momento es útil y conveniente privilegiar la acogida y la compañía de los invitados; es una de las cosas que se benefician mucho en el Olam Ha-Ba, junto con el estudio de la Torá y algunos otros.

## El trascendental
Érase una vez el rabino Menachem Mendel Schneerson de Lubavitch (último 'Rebe Jabad') dijo: la fe necesita un poco de 'delirio'... de lo contrario, ¿cómo creerías en alguien que no ves?
En la religión judía, la llamada esfera espiritual es precisamente el judaísmo mismo: esto lo ha convertido en doctrina y disciplina en el enfoque que, por ahora profético, impregna todos los aspectos posibles, es la Cabalá.
La Cabalá es, de hecho, vida y fe en la trascendentalidad, el Trascendentalismo judío es también un valor religioso; el misticismo judío involucra también a los judíos más pequeños y, de hecho, incluso en su primera infancia siempre se les instó a esperar la era mesiánica en su cumplimiento de la redención: por lo tanto, además del mismo Mesías y con su llegada, durante el Seder de Pesaj el más joven y el más responsable abre la puerta de la casa esperando tanto conocer al profeta Elías (Eliyahu HaNaví), precisamente precursor del advenimiento mesiánico ya descrito en la Biblia judía.

## Torá y homosexualidad
En Sus 'manos' confío mi alma, cuando duermo y cuando me despierto... y con mi alma [también] mi cuerpo: ¡Dios está conmigo, no tendré miedo!
Adón Olam, Selomo ibn Gabirol

El ser humano está constituido por el alma y el cuerpo en la existencia del Mundo, aquí en la Tierra: este también es un principio teológico judío, es decir, de la existencia del alma en el cuerpo, tal como cada persona se presenta en la vida.
Así como Dios creó todas las almas, también moldea al feto en el útero de la mujer durante el embarazo hasta el nacimiento: así, en general, se forma cada ser vivo. Como criatura creada por Dios, el ser humano tiene el deber religioso de proteger su cuerpo y salvaguardar su alma.
Además de estos principios generales de la teología judía, incluso esotérica, luego compartida o no en otras confesiones religiosas o en la ciencia, la sexualidad también es una parte integral y fundamental en el judaísmo hasta el punto de afirmar que la presencia divina participa en la concepción [en la relación ] entre el novio y la novia.
Es por eso que todas las situaciones permitidas y pecaminosas se mencionan en la Torá, también con referencia a los detalles indicados aquí.
Entre los intentos prohibidos, incluso 'la homosexualidad está severamente condenada'; un ejemplo de todo consiste en la prohibición, casi de 'prevención ética y moral', de usar ropa para el sexo opuesto: por lo tanto, los hombres no deben vestirse como mujeres, no las mujeres con ropa masculina, lo que indica en el Pentateuco precisamente que cada individuo a menudo está condicionado por el 'mundo externo', de una forma u otra, por lo tanto, también la forma de vestir puede influir en la individualidad personal, lo que lleva a una elección o su opuesto.

## El libre albedrío
El libre albedrío es una paradoja teológicamente obvia: en la teología judía se considera que Dios ya ha establecido y decidido cualquier cosa, de eternidad en eternidad; ¿en qué consiste, entonces, la independencia de cada elección hecha por el hombre? Visto y comprobado que lógicamente regresaríamos al punto inicial del razonamiento, en el Pirkei Avot se resuelve afirmando que debemos adaptarnos a la voluntad de Dios y en cualquier caso conectarnos dirigiéndonos también a El en oración. Dado que Dios es el Creador en todo el mundo, podemos deducir de manera similar en relación con la realidad de la vida diaria: a menudo nos encontramos con la pregunta que se nos hace si es apropiado continuar, por así decirlo, trabajar, estudiar, comunicarse, comida... en resumen, vivir, obviamente entendiendo que, más allá de estos momentos de semi-olvido existencial, estamos en este mundo y por eso debemos hacer lo mejor, como ya dijo Najman de Breslov.

### Integridad y malicia,Yetzer haTovyYetzer ha-ra
...sus almas fallan en la angustia. Se tambalean, se tambalean como borrachos, y toda su habilidad se desvanece
Libro de los Salmos

La confusión ética e incluso la falta de discernimiento y sabiduría son obviamente en la Torá una nota de reproche; por otro lado, la integridad corresponde a la redención y la conciencia en la verdad con comprensión de la Torá.
Iom Kipur consagra precisamente esta integridad en la pureza; estar completamente sumergido en los pecados, porque además de los profetas judíos así se expresan los Rabanim en los textos sagrados, es una condición por la cual el pecado se convierte en un ancla inmóvil que encadena el alma y el cuerpo de los pecadores.

Cada pecado lleva a otro pecado

El pecador considera casi cada pecado con tanta ligereza hasta que la transgresión es como una parte fundamental de su existencia: este es el Yetzer ha-ra en toda su fuerza.
Por otro lado, el Yetzer haTov, la natura del ser humano suave y bueno, insta a cada Tzadik a realizar una infinidad de Mitzvot, tan innumerables como los granos de una granada.

la Shejiná no es con las calumnias, bromas, iniquidades, charlas inútiles

Es la famosa pelea entre Israel y Edom: salvación o inclinación por la fascinación de las cosas peligrosas y vanas.

## Fe por Amor...
Cada comunidad y congregación religiosa judía constituye una Kehilá (en hebreo קהילה), es decir, cada reunión organizada entre judíos en el cumplimiento de los deberes religiosos; el centro principal para esto es obviamente cada Sinagoga, pero no solo.
Cada Kehilá representa una condición de armonía, amistad, intercambio, apoyo mutuo, escucha, enseñanza y comidas kosher, fiestas religiosas y reuniones dedicadas más adecuadamente a las buenas relaciones con diferentes autoridades políticas, música y danza, estudio, oración y Mitzvot.
La hospitalidad debe ser el principal valor religioso y civil en cada Kehilá, tanto para judíos como para no judíos. Sin embargo hay algunas excepciones:
a menudo, muchos rabinos, especialmente en la era actual, afirman que aquellos que inicialmente son religiosos y luego se alejan un poco de la fe, es decir, de Dios, solo pueden considerarse verdaderamente religiosos o no... después: obviamente, este juicio crítico es evidentemente muy riguroso, pero en el judaísmo es un hecho comprobado e indiscutible.
De todos modos, la vida religiosa judía está marcada por muchos momentos y por diferentes ocasiones en las que la fe en Dios se puede confirmar tanto con amigos como con correligionarios, precisamente con miembros de la familia, con los diversos rabinos mencionados anteriormente, siempre presentes, y en la propia familia, cuando esto es posible: ¿qué impulsa a todos a encontrarse de nuevo? Obviamente, la fe, como se mencionó... y el gran deseo de expresarla de todas las formas posibles, siempre que sean buenas y aceptables para Dios y para las personas cercanas a nosotros.

### El valor de cada judío
Para cada judío, ser de religión judía es en sí mismo un valor, el de estar orgulloso: de esta manera, todo el pueblo judío siempre ha vivido la religiosidad y la devoción de una manera valiente y solícita.
Un dicho jasídico dice que el judío es como un diamante [en el acto de ser] trabajado: Dios apoya continuamente el alma, el espíritu y todo el ser de todos los judíos, desde la infancia y para siempre. La fe es tan poderosa en el judaísmo porque todo el pueblo judío es consciente de que Dios nunca lo abandonará y que siempre lo protege y cuida.

#### Un judío... todo el pueblo de Israel
La unidad del pueblo judío ya era su fundamento con el éxodo de Egipto: Dios se convirtió en Rey y Israel Su pueblo.
Cada judío y cada judía tienen sus propias características, pero obviamente las cosas compartidas son mucho mayores, especialmente en la natura del alma.
De hecho, los judíos están unidos por la fe, la verdad y los valores de la Torá, un Brit con Dios para todo el pueblo judío: así es como se definen todas las peculiaridades inherentes e intrínsecas a la condición de santidad (Kedushá, en hebreo קדושה) que los involucra en cuántos seres humanos es, por lo tanto, en todos los aspectos de la existencia.
Casi se puede decir que todo judío es capaz de comprender las necesidades y las esperanzas del pueblo judío simplemente a través del 'conocimiento de sí mismo'.

#### Las relaciones sociales con los no-judíos
Más allá de los eventos pasados que 'han herido a casi todos los judíos', hoy cada uno de ellos sabe que es más correcto mantener buenas relaciones con todos: esto significa soportar incluso un poco de incomodidad, que es un poco más difícil que la timidez normal.
Las preguntas a menudo son muchas para interés o para mejorar, también para superar sus dudas o algunas perplejidades: cada judío conoce su responsabilidad positiva a este respecto, solo un poco más de paciencia es suficiente y, como se dijo: [de] toda la gente se reunirá cerca de Jerusalén/el Templo, un lugar de oración para todas las Naciones.

### Sinceridad y apariencia en Israel
El 'surco casi enorme', insuperable para muchos, que crea diferencias importantes y decisivas entre quienes viven una vida judía real y quienes asumen características arbitrariamente simplistas ahora es evidente: es el cisma que aún existe desde el antiguo Egipto, justo dentro de la religión judía, eso es decir entre el pueblo judío y sus seguidores; ¿qué es el pueblo judío y qué es un adepto?
Se sabe, hoy en día hay muchos grupos religiosos que se identifican con el judaísmo, pero ser judío lo sabe y siempre lo sabrá solo aquellos que realmente son precisamente judíos de una manera veraz. Muchos se preguntaron qué significa esto... y muchas respuestas, pero el desacuerdo interno para el pueblo judío fue tal incluso para el profeta Moisés (Moshé Rabeinu).
Muchos nombres, casi una variedad infinita... cuando cada judío sabe que, para definir toda su esencia existencial, espiritual y pragmática en la realidad religiosa en el mundo actual, solo hay una respuesta: "¿Ser judío? ... ¡Ser judío ciertamente!"

## La revelación de Dios
En los diez mandamientos, Dios se revela como Dios, precisamente en el primer mandamiento: "Yo soy..." En el Pentateuco se describen los eventos que se suceden en el antiguo Egipto antes del éxodo del pueblo judío: Moisés y Aarón, los primeros entre los otros judíos, incluso hacia el faraón, intentan solicitar fe en Dios contando cómo Se reveló; los mandamientos se revelarán completamente en el episodio del Monte Sinaí con la Torá, pero los judíos y también los demás seres humanos siguen siendo testigos de la revelación y la verdad de la existencia de Dios: esto significa que dentro de cada individuo la conciencia de esta verdad está presente como si estuviera respondiendo al llamado de Dios, declarando de nuevo que con fe somos testigos y receptores de esta revelación.

### Emet
En todo judaísmo, Emet, la verdad (en hebreo אמת), es su fundamento, como de hecho en todo conocimiento y investigación para cada religión. La Torá misma es verdad y obviamente no solo en su estudio y aplicación práctica de las otras Mitzvot, sino también en el curso de la vida misma: la vida y la verdad en la religión judía siempre deben coincidir, incluso en la fe que de hecho es el resultado.

Rabbi Yojanan dijo: Si, cuando te despiertas, razonas de acuerdo con un versículo bíblico, [esto] es una modalidad de 'profecía menor'
Mishnah

Por lo tanto, la verdad es también el lugar de la existencia del devoto: todos, judíos y no-judíos, a menudo tienen una percepción casi 'extrasensorial' que les permite comprender y discernir la verdad, en otras palabras, la revelación de lo que se reconoce como verdadero despierta alegría y es la certeza celosa de la entidad o natura de la verdad como tal. La conciencia es un hecho: el ser humano alcanza la verdad precisamente gracias a la conciencia, es decir, el conocimiento y la percepción consciente del 'yo'; esto significa que el ser humano renueva el vínculo con Dios incluso después de dormir, de hecho se dice en el Talmud: dormir es 1/60 de la muerte. Se sabe que al despertar uno es ciertamente más consciente tanto en el razonamiento como en la acción práctica. Evidentemente, esta conciencia se renueva continuamente tanto en la vida cotidiana de la existencia como en el estudio de la Torá misma.
En el Talmud hay muchas discusiones entre los Rabbanim, a veces divergentes, pero en nombre de la verdad en la Mishná se dice: estas y esas son [palabras] del Dios vivo. Todos los Rabbanim de la religión judía no dudan en afirmar que a la Torá no se puede agregar nada, no se puede faltar nada, expresando así precisamente el sentido de perfección de la verdad: además del sentido innato de reconocer la verdad, esta es en la investigación sabia y continuamente confirmada precisamente en el aprendizaje; la perfección de la verdad consiste precisamente en la imposibilidad de que pueda ser cualquier otra cosa, por lo tanto, la verdad siempre es idéntica a sí misma: la perfección, como ya en Maimónides, también se identifica en Dios, que es Perfecto más allá de toda perfección:  ¿...por qué Yo quizás estoy cambiado? Emet es también uno de los nombres divinos de Dios.

### La Torá y las fuerzas de la Naturaleza
Aunque la fe en los milagros con manifestaciones sobrenaturales es muy fuerte, también se discute la sabiduría de los llamados fenómenos en la Natura, sus características y su mecanismo: desde el Tanaj y el Talmud con los textos de la Cabalá, por ejemplo el Sefer Ietzirá, hasta Maimónides y innumerables enseñanzas difundidas en casi todos los textos de estudio religioso, todo esto se ve favorecido por la conciencia de la existencia de la obra de la creación y de Dios, también el Creador; la concepción del milagro comienza precisamente a partir de esta suposición, y luego deduce que Dios puede disponer de la creación cuando y en cualquier momento debe manifestar Su voluntad.

## Kiddush haShem
Con la expresión hebrea Kiddush haShem (en hebreo קידוש השם) es costumbre definir la santificación del Nombre de Dios.
Aunque todas las acciones de cada judío se llevan a cabo en nombre del Cielo, o leShem Shammayim, el Kiddush haShem va más allá de todos los límites: se refiere precisamente al límite de la vida, es decir, morir por un alto propósito religioso. Los mártires judíos perdieron la vida por Dios, por el amor al estudio y la observancia de la Torá y por la unidad del pueblo judío: aquí recordamos a los Rabbanim citados en el Talmud y otros casos raros, sin embargo, citados en textos tradicionales judíos y no otros.
El Kiddush haShem ha colocado al judío que murió por Dios en una condición espiritual necesaria para el período histórico y, dado que Dios es el Creador de todo el mundo, influyó en sus desarrollos posteriores al entregar su vida a Dios.
Más allá de las torturas perpetradas por los enemigos de los judíos para llevar a tal judío a una decisión tan fuerte, la muerte misma revela la crueldad de quienes se oponen a la santidad y la integridad incorruptible del mártir y de quienes lo ayudan: recordamos a este respecto cuánto dijeron los discípulos del Rabino Akiva ben Yosef con asombro y compasión: ¿...hasta esto, oh nuestro Maestro?

## El temor de Dios
El miedo a Dios es el principio de la sabiduría

En el judaísmo, el temor de Dios es una parte integral de la vida religiosa y devota: en el Sefer ha-Bahir se compara con la luz divina.
Cada judío está dotado de esta virtud junto con el amor a Dios, de hecho, incluso se menciona como la característica principal de Moisés.
La palabra 'temor', en hebreo יִרְאַת (Yirat), está presente incluso en el nombre hebreo de Jerusalén, precisamente el principal lugar judío del culto a Dios.
Una discusión en el Talmud se centra en la aceptación del miedo al pecado: el Rabbi Shimon bar Yojai alabó su condición espiritual; obviamente, el miedo a otros seres humanos no es recomendado ni deseable.
El miedo se basa en la conciencia y la maravilla ante la grandeza de Dios; esto se puede comparar con un hombre o un ministro que se encuentra ante 'un rey en carne y hueso' que, una vez que se ha evaluado la sinceridad de sus intenciones, ciertamente también los favorecerá al darles la bienvenida a las habitaciones reales: así Dios reveló la Torá de verdad al pueblo judío.
Muchas historias jasídicas hablan de reyes, reinos, ciudadanos comunes, cortes y princesas, así como reinas y figuras fantásticas y surrealistas: sin embargo, la intención siempre es colocar en la fe la certeza de la veracidad de Dios, de la Yehidah con todos Judíos y de todas las enseñanzas de la Torá.
El honor para el padre y la madre y para los maestros Jajamim de la Rabbanut de la fiel tradición judía es un aspecto muy cercano al temor de Dios.

### Conciencia de la gravedad de la transgresión
En el Pentateuco, como en toda la teosofía judía, Dios también es un juez: puede ser misericordioso o hay los diversos castigos; la serie es muy numerosa, pero generalmente las dos formulaciones de los Trece atributos de Dios sancionan sus límites.
En la fe en Dios, todo judío es consciente tanto cuando está cometiendo un pecado, en su cumplimiento como en las consecuencias sufridas y ciertamente no es ventajoso; en la teología judía se cree que Dios también castiga a los no-judíos, al mismo tiempo que atestigua la natura diferente de los castigos divinos.
En cualquier caso, todo judío sabe reconocer las consecuencias del juicio divino y gran parte de la observancia de las Mitzvot también se dirige a la preservación de la propia integridad religiosa.

### Concatenación de eventos
A menudo sucede que, contra la voluntad de personas precisamente inocentes, algunos individuos deciden forzar situaciones en su contra para llevar al pecado; la Torá afirma que quienquiera que voluntariamente lleve a una o más personas a cometer incluso una transgresión contra su voluntad, porque este es el efecto, bueno: tales individuos seductores no son absolutamente en el mundo futuro y encarnan el Yetzer ha-rá (mal instinto: la naturaleza del mal en algunos hombres).

### Responsabilidad de los judíos en la historia como pueblo de Israel
El Rabino Simeon ben Gamaliel dijo: También apreciamos los eventos milagrosos que nos brindaron alivio de nuestros problemas. ¿Pero que podemos hacer? Si tuviéramos que escribir todos los días en que vimos milagros que nos salvaron de nuestros problemas, nunca terminaríamos
Mishná

En cada ciclo histórico deterministico-providencial, la paradoja se resuelve de la siguiente manera:
- los judíos tienen la responsabilidad moral y devocional de la fe al observar los preceptos de la Torá, como un contrato matrimonial, el pacto entre Dios e Israel;
- a menudo, casi siempre, algunos individuos hostiles contra los judíos se han insinuado para desviarlo de la Torá para que abandone la identidad religiosa y la fe en Dios;
- punto de inflexión: los judíos, de una forma u otra - con el Festival religioso judío de Janucá se celebra esta salvación - con coraje se dan cuenta del abismo ante el cual se encuentran, sacuden las amenazas y las consecuencias de los errores y regresan tenazmente a la verdadera fe en Dios.
Hay un hecho: esto sucede a menudo en conjunción con las guerras y, finalmente, con la salvación antes mencionada, el orgullo del pueblo judío.

## Identidad religiosa judía y una familia judía hoy
Históricamente, las guerras y la diáspora han separado a muchos judíos, a veces dejándolos huérfanos, a veces aislados: sin embargo, el judío es así y se reconoce a sí mismo como judío de forma natural e innata.

De hecho, incluso el Rebe Najman de Breslov, por ejemplo, frente a un individuo insistente pero entre los oponentes, dijo: ¡...y no necesito otro [potencial] Jasid! ¡Ya tengo mi Jasidim!

Más allá de los diversos casos más o menos raros, todos los judíos y todas las mujeres judías saben que no está permitido tener vínculos sentimentales con personas de otras etnias, religiones o creencias diferentes de las de la Torá en su totalidad; además, todos en el pueblo judío son conscientes de que Dios ha sancionado desde el principio qué vínculos están permitidos y cuáles no: esto significa que, en general, cada pareja casada y, por lo tanto, cada familia judía están unidas religiosamente en la fe en Dios, el Dios de Israel.
Por lo tanto, la teología judía reconoce la Torá revelada a Moisés con el pueblo judío solo en el linaje real y reconocido de los tres Patriarcas judíos Abraham, Isaac y Jacob: los diversos adherentes a menudo se convierten a la fe judía, dando lugar a los matrimonios mixtos, tan difíciles cuyos los casos son cruciales debido a las discusiones interminables entre las autoridades religiosas, que requieren la confirmación constante de grupos opuestos o similares para incluirlos entre los suyos.

## Amor de Dios por Israel
El pueblo judío a menudo se compara con una mujer amada y fiel; tanto en Tanaj como en la Torá oral y en la Jasidut, la figura de la mujer fiel asume un papel decisivo en toda la exégesis tradicional y posterior de la Rabbanut y de los Jajamim. Así, cada judío comprende su papel dentro de la colectividad de Israel, así como en cada Mitzvah: un vínculo indisoluble de amor y sinceridad. Aquí la fe y la fidelidad están, por lo tanto, en el sello de reconocimiento de Dios Rey santo, por siempre y eternamente. Amén.

## Fe en la era mesiánica
En la religión judía, cada judío sabe cuál es el significado del Mashiaj: según la teología judía, la redención del pueblo judío comenzó con Pésaj y fue 'una era mesiánica'; más allá de los diversos malentendidos interreligiosos, la concepción de la salvación mesiánica es más que una mera teoría, además de la leyenda o de mito, no la vana búsqueda de un individuo irreal: es el nacimiento del judaísmo mismo. Mashiaj es el Rey de Israel, y de hecho, en el jasidismo ya hay sus características al equipararlo a un perfecto Tzadik: muchas figuras bíblicas eminentes disfrutan de una reputación de perfección casi más allá de la normalidad, de hecho con una Kedushá muy alto y con cualidades como el milagro, la capacidad de anular los pecados, la profecía y no solo la riqueza material sino también niveles de sabiduría más allá de lo normal. En resumen, el Mashíaj es lo que todo judío busca en casi todos con esperanza pero con tenacidad y fe, sin embargo, con ese celo judío muy rápido para identificar de inmediato quién nunca puede igualarlo, luego encontrarlo realmente.